# ماریو ورانچیچ
ماریو ورانچیچ (انگلیسی: Mario Vrančić؛ زادهٔ ۲۳ مهٔ ۱۹۸۹) بازیکن فوتبال اهل آلمان است.
از باشگاه‌هایی که در آن بازی کرده‌است می‌توان به باشگاه فوتبال پادربورن، باشگاه فوتبال ماینتس ۰۵، باشگاه فوتبال روت وایس اهلن، و باشگاه فوتبال دارمشتات ۹۸ اشاره کرد.
وی همچنین در تیم‌های ملی فوتبال جوانان آلمان، و جوانان آلمان، و جوانان آلمان، و بوسنی و هرزگوین بازی کرده‌است.